# Dinosaurios (serie de televisión)
Dinosaurs, conocida en España e Hispanoamérica como Dinosaurios, fue una sit-com estadounidense que reflejaba, en tono de comedia familiar, los avatares de una familia de clase media compuesta por dinosaurios antropomórficos, Los Sinclair, y su vida en una prehistoria muy parecida a la sociedad de los años 90 de Estados Unidos.
Emitida entre 1991 y 1994, la serie fue producida por Michael Jacobs Productions y The Jim Henson Company en asociación con Touchstone Television.

## Argumento
Dinosaurios cuenta las aventuras de la familia Sinclair, una familia de dinosaurios antropomórficos con características humanas (viven con televisión, electrodomésticos, coches, utensilios, etcétera; y se comportan como humanos). 
Ambientada en el año 60.000.003 a. C., en el territorio de Pangea, es una parodia de la sociedad estadounidense de los años noventa. Los Sinclair pertenecen a la clase media, el padre, un dinosaurio orondo y verde, que responde al nombre de Earl, es un simple obrero que se dedica al derribo de árboles, y que está casado con Francine, con la que tiene tres hijos, Robbie, Charlene y Peque.

## Personajes

### Principales
- Earl Sneed Sinclair: Es el padre de familia, un megalosaurio de cuarenta años, obeso y simplón, un dinosaurio corriente, que siempre se viste con una camisa roja de cuadros. Trabaja como derribador de árboles en la empresa  PorqueYoLoDigo, una corporación presidida por el señor Richfield. Casado con Francine, es padre de tres hijos.
- Francine Philips Sinclair: Es la esposa de Earl y la madre de sus hijos. Tiene treinta y nueve años y es ama de casa. Siempre está preocupada por su familia y lo que le sucede a cada uno intentando solucionar de la mejor forma los problemas de sus hijos y su relación con Earl. Según se dice en la serie, es de la raza megalosaurio, pero su aspecto es el de un Dilophosaurus.
- Robert Mark Sinclair: Es el mayor de los 3 hijos del matrimonio Sinclair. Rebelde y protestón, suele cuestionar las antiguas tradiciones de los dinosaurios. Es alumno del instituto Bob LaBrea High School (en honor a quien instauró la tradición de lanzar al pozo a los ancianos), y tiene 15 años. Su aspecto no es el de una especie conocida de dinosaurio, y es buen estudiante.
- Charlene Sinclair: Es la hija mediana. Nunca se ve en el colegio, aunque supuestamente va al mismo de Robbie. Tiene 12 años, es muy materialista y se preocupa por su imagen. Su aspecto hace pensar que puede ser un Protoceratops.
- Peque Sinclair/Bebé Sinclair: Es el más pequeño de los Sinclair y no pertenece a una especie específica. Es un bebé que ama a su madre Fran, a quien llama Mami, pero que detesta a su padre Earl, a quien hace la vida imposible, y constantemente lo llama 'No la mamá/Tú no mami' en vez de 'papi'. Es un bebé consentido y malcriado, con grandes puntos de humor, que forman la mejor parte de la serie.

### Secundarios
- Ethyl Phillips: Es la madre de Fran y suegra de Earl, a quien detesta, por lo que él solo espera que llegue el día en que pueda arrojarla al pozo siguiendo la tradición. De especie indefinida, con un piel de color gris y unas gafas en forma de triángulo, Ethyl se desplaza en una silla de ruedas, y va acompañada de un bastón con el que golpea habitualmente a Earl. Su lengua afilada respecto a su yerno propicia otros elementos de comedia. Antes de casarse tenía el apellido Hinkelman.

- Roy Hess: Es el mejor amigo de Earl dentro y fuera del trabajo. Está enamorado de Mónica, vecina de los Sinclair, Roy es un Tiranosaurio Rex.

- B.P. Richfield: Es el jefe de Earl, es director de la compañía WeSaySo (PorqueYoLoDigo) y antagonista de la serie. Es un tirano al que le gusta intimidar a sus subalternos, por lo que Earl siempre habla con timidez con él y está alabándolo a cada momento. Es un padre sobreprotector, por lo que ha llegado a comerse a los novios de su hija. Lo anterior resulta curioso porque su aspecto es el del cruce de un Triceratops y un Styracosaurus, dinosaurios herbívoros que probablemente se alimentaban de vegetación baja.

- Monica: Es la vecina de los Sinclair y está divorciada. Trabaja como agente inmobiliario. Roy está enamorado de ella. Earl no confía en ella porque es herbívora, y porque cree que las divorciadas siempre tratan de convencer a las hembras casadas a dar el mismo paso. Parece ser un Diplodocus.

- Spike: Es el mejor amigo de Robbie en el colegio. Es un chico rebelde aunque en el fondo se preocupa por él. Siempre intenta ir a comer a casa de los Sinclair. Su aspecto parece el de un Ankylosaurus.

- Gary: Es un dinosaurio gigante que reta a Earl. Solo se le ven la cara y los pies.

- Howard Handupme: Es un reportero que da las noticias, es alguien serio y nunca se le ha visto fuera de la televisión. Su especie no coincide con ninguna conocida.

### Terciarios
- Traje de ceratosaurus: Es un supuesto dinosaurio de color naranja-marrón con rayas negras, gordo, que interpretó a varios dinosaurios en la serie, como a Harris Casanova o el líder de la banda "los carroñeros", Ray el conserje que se enamoro de Charlene y un amigo de Earl llamado Goss.

- Traje de cabeza tortuga: Es un dinosaurio extraño, que apareció muchas veces en la serie, es de color marrón que interpretó a Sid, un amigo de Earl, a Sarush, el señor del bosque, un cantante en el bar de los herbívoros, un miembro de "los carroñeros", entre otros.

- Traje de Daspletasaurus: Un dinosaurio de color gris verdoso, que hizo de Ed, amigo de Earl y compañero de trabajo, de un fotógrafo, entre otros.

- Traje de Gallimimus: Un dinosaurio de cuello alto, morado y azul (en ocasiones hace de algún dinosaurio femenino también) interpretó a un amigo y compañero de trabajo de Earl, un maestro de escuela de Charlene, un científico, entre otros.

- Georgie: Es un hipopótamo naranja y azul parodia de "Barney, el dinosaurio" que los niños admiran (en especial el bebé Sinclair).

## Reparto
| Personaje             | Estados Unidos     | España                    | España                    | Hispanoamérica          | Hispanoamérica      | Temporadas                     |
| Personaje             | Estados Unidos     | Doblaje original          | Redoblaje                 | México                  | Venezuela           | Temporadas                     |
| --------------------- | ------------------ | ------------------------- | ------------------------- | ----------------------- | ------------------- | ------------------------------ |
| Earl Sinclair         | Stuart Pankin      | Juan Perucho              | Juan Perucho              | Francisco Colmenero     | Armando Volcanes    | 1.ª-4.ª                        |
| Fran Sinclair         | Jessica Walter     | Laura Palacios            | Laura Palacios            | Ángela Villanueva       | Yulika Krausz       | 1.ª-4.ª                        |
| Fran Sinclair         | Jessica Walter     | Laura Palacios            | Laura Palacios            | Vicky Córdova (canción) | Yulika Krausz       | 2.ª (Ep. Día del Refrigerador) |
| Robbie Sinclair       | Jason Willinger    | Rafael Alonso Naranjo Jr. | Rafael Alonso Naranjo Jr. | Yamil Atala Cabrera     | Carlos Arraiz       | 1.ª-4.ª                        |
| Charlene Sinclair     | Sally Struthers    | Eva Díez                  | Neri Hualde               | Patricia Acevedo        | Jhaidy Barboza      | 1.ª-4.ª                        |
| Baby Sinclair         | Kevin Clash        | Chelo Vivares             | Chelo Vivares             | María Fernanda Morales  | Ivette Harting      | 1.ª-4.ª                        |
| Baby Sinclair         | Kevin Clash        | Chelo Vivares             | Chelo Vivares             | Eva Bojalil (canciones) | Ivette Harting      | 3.ª                            |
| Abuela Ethyl Phillips | Florence Stanley   | Irene Guerrero de Luna    | Mayte Torres              | Carmen Donna-Dío        | Gladys Yáñez        | 1.ª-3.ª                        |
| Abuela Ethyl Phillips | Florence Stanley   | Matilde Conesa            | Mayte Torres              | Carmen Donna-Dío        | Livia Méndez        | 4.ª                            |
| Roy Hess              | Sam McMurray       | José Padilla              | José Padilla              | José Carlos Moreno      | Paul Gillman        | 1.ª-4.ª                        |
| B. P. Richfield       | Sherman Hemsley    | Paco Hernández            | Jorge García Unsúa        | Luis Puente             | Frank de Carip      | 1.ª-4.ª                        |
| Monica Devertebrae    | Suzie Plakson      | Ana María Simón           | Pepa Castro               | Rebeca Manríquez        | Edylú Martínez      | 1.ª                            |
| Monica Devertebrae    | Suzie Plakson      | Ana María Simón           | Pepa Castro               | Rebeca Manríquez        | Rossana Cicconi     | 2.ª-4.ª                        |
| Spike                 | Christopher Meloni | Abraham Aguilar           | Abraham Aguilar           | Jesús Barrero           | Juan Carlos Vázquez | 1.ª-4.ª                        |
| Spike                 | Christopher Meloni | Abraham Aguilar           | Abraham Aguilar           | Raúl Aldana             | Juan Carlos Vázquez | 1.ª-4.ª (algunos episodios)    |
| Mindy                 | Jessica Ludy       | —                         | —                         | María Fernanda Morales  | Carmen Olarte       | 1.ª-4.ª                        |
| Caroline              | Jessica Ludy       | Yolanda Mateos            | Yolanda Mateos            | Diana Santos            | Carmen Olarte       | 1.ª-2.ª                        |
| Caroline              | Jessica Ludy       | Yolanda Mateos            | Yolanda Mateos            | Diana Santos            | Lilo Schmid         | 3.ª-4.ª                        |
| Sr. David Tushingham  | Paxton Whitehead   | Carlos Revilla            | Luis Bajo                 | Arturo Mercado          | Salomón Adames      | 1.ª-4.ª                        |
| Capitán Acción        | Sam McMurray       | —                         | —                         | Raúl Aldana             | Luis Carreño        | 1.ª-4.ª                        |
| Henri Poupon          | Tim Curry          | Carlos Revilla            | —                         | Carlos Íñigo            | Domingo Moreno      | 1.ª-4.ª                        |
| Narrador              | —                  | Carlos Revilla            | —                         | Francisco Colmenero     | Marcelo Rodríguez   | 1.ª-4.ª                        |

1. ↑  Nota2: Conocido como Peque en España y como Bebé en Latinoamérica.
2. ↑  Nota2: Conocida como Mandy en Venezuela.
3. ↑  Nota2: Conocida como Laura en Venezuela.

## Capítulos
| Temporada | Temporada | Capítulos | Capítulos | Estreno                  | Final                 |
| --------- | --------- | --------- | --------- | ------------------------ | --------------------- |
|           | 1         | 5         | 5         | 26 de abril de 1991      | 24 de mayo de 1991    |
|           | 2         | 24        | 24        | 18 de septiembre de 1991 | 6 de mayo de 1992     |
|           | 3         | 22        | 22        | 18 de septiembre de 1992 | 2 de julio de 1993    |
|           | 4         | 14        | 7         | 1 de junio de 1994       | 20 de julio de 1994   |
|           | 4         | 14        | 7         | 7 de septiembre de 1994  | 19 de octubre de 1994 |

### Primera temporada
| N.º (serie) | N.º (temp.) | Título                  | Dirigido por | Escrito por                | Fecha de emisión    |
| ----------- | ----------- | ----------------------- | ------------ | -------------------------- | ------------------- |
| 1           | 1           | The Mighty Megalosaurus | William Dear | Michael Jacobs y Bob Young | 26 de abril de 1991 |
| 2           | 2           | The Mating Dance        | Reza Badiyi  | Michael Jacobs y Bob Young | 3 de mayo de 1991   |
| 3           | 3           | Hurling Day             | Tom Trbovich | Rob Ulin                   | 10 de mayo de 1991  |
| 4           | 4           | High Noon               | Tom Trbovich | Victor Fresco              | 17 de mayo de 1991  |
| 5           | 5           | The Howling             | Jay Dubin    | Rob Ulin                   | 24 de mayo de 1991  |

### Segunda temporada
| N.º (serie) | N.º (temp.) | Título                       | Dirigido por    | Escrito por                             | Fecha de emisión         |
| ----------- | ----------- | ---------------------------- | --------------- | --------------------------------------- | ------------------------ |
| 6           | 1           | The Golden Child             | Tom Trbovich    | Dava Savel                              | 18 de septiembre de 1991 |
| 7           | 2           | Family Challenge             | Bruce Bilson    | Tim Doyle                               | 25 de septiembre de 1991 |
| 8           | 3           | I Never Ate for My Father    | Tom Trbovich    | Rob Ulin                                | 2 de octubre de 1991     |
| 9           | 4           | Charlene's Tale              | Tom Trbovich    | Dava Savel                              | 9 de octubre de 1991     |
| 10          | 5           | Endangered Species           | Jay Dubin       | David A. Caplan y Brian LaPan           | 16 de octubre de 1991    |
| 11          | 6           | Employee of the Month        | Reza Dadiyi     | David A. Caplan y Brian LaPan           | 23 de octubre de 1991    |
| 12          | 7           | When Food Goes Bad           | Patrick Johnson | Historia de Kirk Thatcher               | 30 de octubre de 1991    |
| 12          | 7           | When Food Goes Bad           | Patrick Johnson | Guion de Tim Doyke y Kirk Thatcher      | 30 de octubre de 1991    |
| 13          | 8           | Career Opportunities         | Bruce Bilson    | Richard Day                             | 6 de noviembre de 1991   |
| 14          | 9           | Unmarried...With Children    | Tom Trbovich    | David A. Caplan y Brian LaPan           | 13 de noviembre de 1991  |
| 15          | 10          | How to Pick Up Girls         | Bruce Bilson    | Andy Goodman                            | 20 de noviembre de 1991  |
| 16          | 11          | Switched at Birth            | Tom Trbovich    | Tim Doyle                               | 27 de noviembre de 1991  |
| 17          | 12          | Refrigerator Day             | Bruce Bilson    | Victor Fresco                           | 11 de diciembre de 1991  |
| 18          | 13          | What 'Sexual Harris' Meant   | Tom Trbovich    | David A. Caplan y Brian LaPan           | 18 de diciembre de 1991  |
| 19          | 14          | Fran Live                    | Tom Trbovich    | Victor Fresco                           | 8 de enero de 1992       |
| 20          | 15          | Power Erupts                 | Bruce Bilson    | Andy Goodman                            | 15 de enero de 1992      |
| 21          | 16          | The Clip Show                | Jay Dubin       | Historia de Andy Goodman                | 22 de enero de 1992      |
| 21          | 16          | The Clip Show                | Jay Dubin       | Guion de Dava Savel y Rob Ulin          | 22 de enero de 1992      |
| 22          | 17          | A New Leaf                   | Mark Brull      | Rob Ulin                                | 5 de febrero de 1992     |
| 23          | 18          | The Last Temptation of Ethyl | Tom Trbovich    | Dava Savel                              | 12 de febrero de 1992    |
| 24          | 19          | Nuts to War: Part 1          | Bruce Bilson    | Steve Pepoon                            | 19 de febrero de 1992    |
| 25          | 20          | Nuts to War: Part 2          | Bruce Bilson    | Historia de Steve Pepoon                | 26 de febrero de 1992    |
| 25          | 20          | Nuts to War: Part 2          | Bruce Bilson    | Guion de David A. Caplan y Brian la Pan | 26 de febrero de 1992    |
| 26          | 21          | And the Winner Is...         | Tom Trbovich    | Historia de Rob Ulin                    | 27 de marzo de 1992      |
| 26          | 21          | And the Winner Is...         | Tom Trbovich    | Guion de Rob Ulin y Tim Doyle           | 27 de marzo de 1992      |
| 27          | 22          | Slave to Fashion             | Tom Trbovich    | Dava Savel                              | 30 de marzo de 1992      |
| 28          | 23          | Leader of the Pack           | Bruce Bilson    | Kirk Thatcher                           | 24 de abril de 1992      |
| 29          | 24          | WESAYSO Knows Best           | Bruce Bilson    | Victor Fresco                           | 8 de mayo de 1992        |

### Tercera temporada
| N.º (serie) | N.º (temp.) | Título                          | Dirigido por  | Escrito por                   | Fecha de emisión         |
| ----------- | ----------- | ------------------------------- | ------------- | ----------------------------- | ------------------------ |
| 30          | 1           | Nature Calls                    | Brian Henson  | Andy Goodman y Kirk Thatcher  | 18 de septiembre de 1992 |
| 31          | 2           | Baby Talk                       | Bruce Bilson  | Victor Fresco                 | 2 de octubre de 1992     |
| 32          | 3           | Network Genius                  | Tom Trbovich  | Tim Doyle                     | 16 de octubre de 1992    |
| 33          | 4           | The Discovery                   | Tom Trbovich  | Andy Goodman                  | 23 de octubre de 1992    |
| 34          | 5           | Little Boy Boo                  | Tom Trbovich  | Kirk Thatcher                 | 30 de octubre de 1992    |
| 35          | 6           | Germ Warfare                    | Tom Trbovich  | Peter Ocko y Adam Barr        | 6 de noviembre de 1992   |
| 36          | 7           | Hungry for Love                 | Bruce Bilson  | Lawrence H. Levy              | 13 de noviembre de 1992  |
| 37          | 8           | License to Parent               | Bruce Bilson  | Andy Goodman                  | 20 de noviembre de 1992  |
| 38          | 9           | Charlene's Flat World           | Mark Brull    | Tim Doyle                     | 4 de diciembre de 1992   |
| 39          | 10          | Wilderness Weekend              | Tom Trbovich  | Peter Ocko y Adam Barr        | 18 de diciembre de 1992  |
| 40          | 11          | The Son Also Rises              | Tom Trbovich  | David A. Caplan y Brian LaPan | 8 de enero de 1993       |
| 41          | 12          | Getting to Know You             | Mark Brull    | David A. Caplan y Brian LaPan | 15 de enero de 1993      |
| 42          | 13          | Green Card                      | Max Tash      | Tim Doyle                     | 29 de enero de 1993      |
| 43          | 14          | Out of the Frying Pan           | Bruce Bilson  | Dava Savel                    | 5 de febrero de 1993     |
| 44          | 15          | Steroids to Heaven              | Bruce Bilson  | Mark Drop                     | 12 de febrero de 1993    |
| 45          | 16          | Honey, I Miss the Kids          | Tom Trbovich  | Rochard Marcus                | 19 de febrero de 1993    |
| 46          | 17          | Swamp Music                     | Tom Trbovich  | Mark Drop                     | 26 de febrero de 1993    |
| 47          | 18          | Dirty Dancin                    | Bruce Bilson  | Historia de Rob Ulin          | 12 de marzo de 1993      |
| 47          | 18          | Dirty Dancin                    | Bruce Bilson  | Guion de Tim Doyle y Rob Ulin | 12 de marzo de 1993      |
| 48          | 19          | If I Were a Tree                | Bruce Bilson  | Andy Goodman                  | 18 de abril de 1993      |
| 49          | 20          | We Are Not Alone                | Jeff McCraken | Peter Ocko y Adam Barr        | 2 de mayo de 1993        |
| 50          | 21          | Charlene and Her Amazing Humans | Bruce Bilson  | Dava Savel                    | 9 de mayo de 1993        |
| 51          | 22          | The Clip Show II                | Tom Trbovich  | David A. Caplan y Brian LaPan | 2 de julio de 1993       |

### Cuarta temporada
| N.º (serie) | N.º (temp.) | Título                       | Dirigido por             | Escrito por                                      | Fecha de emisión         |
| ----------- | ----------- | ---------------------------- | ------------------------ | ------------------------------------------------ | ------------------------ |
| 52          | 1           | Monster Under the Bed        | Brian Henson             | Peter Ocko y Adam Barr                           | 1 de junio de 1994       |
| 53          | 2           | Earl, Don't Be a Hero        | Mark Brull               | David A. Caplan y Brian LaPan                    | 8 de junio de 1994       |
| 54          | 3           | The Greatest Story Ever Sold | Tom Trbovich             | Peter Ocko y Adam Barr                           | 22 de junio de 1994      |
| 55          | 4           | Driving Miss Ethyl           | Jeff McCraken            | Adam Barr, Tim Doyle, Jane Espenson y Peter Ocko | 29 de junio de 1994      |
| 56          | 5           | Earl's Big Jackpot           | Mark Brull el gran final | Tim Doyle                                        | 6 de julio de 1994       |
| 57          | 6           | The Terrible Twos            | Jeff McCraken            | Tim Doyle                                        | 13 de julio de 1994      |
| 58          | 7           | Changing Nature              | Tom Trbovich             | Kirk Thatcher                                    | 20 de julio de 1994      |
| N.º (serie) | N.º (temp.) | Título                       | Dirigido por             | Escrito por                                      | Fecha de emisión         |
| 59          | 8           | Scent of a Reptile           | Tom Trbovich             | Andy Goodman                                     | 7 de septiembre de 1994  |
| 60          | 9           | Earl & Pearl                 | Tom Trbovich             | Tim Doyle                                        | 14 de septiembre de 1994 |
| 61          | 10          | Life in the Faust Lane       | Tom Trbovich             | Mark Drop                                        | 21 de septiembre de 1994 |
| 62          | 11          | Variations on a Theme Park   | Jeff McCraken            | Jane Espenson                                    | 28 de septiembre de 1994 |
| 63          | 12          | Working Girl                 | Tom Trbovich             | Rich Tabach                                      | 5 de octubre de 1994     |
| 64          | 13          | Into The Woods               | Brian Henson             | Mark Drop                                        | 12 de octubre de 1994    |
| 65          | 14          | Georgie Must Die!            | Mark Brull               | David A. Caplan y Brian LaPan                    | 19 de octubre de 1994    |

## Emisión
| País           | Nombre             | Cadena | Emisión                                                                   |
| -------------- | ------------------ | --- | ------------------------------------------------------------------------- |
| Alemania       | Die Dinos          | ARD, Super RTL |                                                                           |
| Argentina      | Dinosaurios        | Telefe, Azul TV y Canal 9                                                                                                 | 1992-2002                                                                 |
| Brasil         | Família Dinossauro | Rede Globo, SBT y Band | 1992, 2003, 2005, 2007, 2009, 2011                                        |
| Chile          | Dinosaurios        | Canal 13 | 1993-1995, 2006-2007                                                      |
| Colombia       | Dinosaurios        | Cadena Uno de Inravisión (Jorge Barón Televisión), Canal Caracol                                                          | 1993-1994 1999                                                            |
| Costa Rica     | Dinosaurios        | Teletica | 1991-1994                                                                 |
| Ecuador        | Dinosaurios        | Teleamazonas | 1994                                                                      |
| El Salvador    | Dinosaurios        | Canal 2 de Telecorporación Salvadoreña                                                                                    | 1994-1998                                                                 |
| España         | Dinosaurios        | TVE, Telecinco, Disney Channel y Clan TVE                                                                                 | 1991-2009                                                                 |
| Estados Unidos | Dinosaurs          | ABC | 1991-1994                                                                 |
| Francia        | Dinosaures         | TF1 | 1992, 2001-2003                                                           |
| Guatemala      | Dinosaurios        | Canal 13 |                                                                           |
| Irlanda        | Dinosaurs          | RTÉ Two |                                                                           |
| México         | Dinosaurios        | Canal 5 y 7 de Televisa y (Tv Azteca)                                                                                     | 1993-1998, 1999-2001, 2005-2009, 2012- 2014 FUENTE: ICEMAN                |
| Portugal       | Os Dinossauros     | Canal 1 y Disney Channel                                                                                                  |                                                                           |
| Paraguay       | Dinosaurios        | SNT y RPC | 1992-1994, 1996-2000                                                      |
| Perú           | Dinosaurios        | Panamericana Televisión, Frecuencia Latina, UCV Satelital (solo norte peruano), BHTV PLUS (canal de cable, solo Lima sur) | 1993-1997, 2000, 2014                                                     |
| Reino Unido    | Dinosaurs          | Disney Channel y ITV |                                                                           |
| Uruguay        | Dinosaurios        | Canal 10 | 1994-1996, 2000-2002                                                      |
| Venezuela      | Dinosaurios        | RCTV | 1993-1996 (con el doblaje mexicano) 1996-1999 (con el doblaje venezolano) |